# Cementiri d'Ulldecona
Cementiri d'Ulldecona és una obra d'Ulldecona (Montsià) inclosa a l'Inventari del Patrimoni Arquitectònic de Catalunya.

## Descripció
Recinte rectangular situat vora la carretera comarcal Ulldecona-Alcanar a uns 2 quilòmetres d'Ulldecona. Està dividit en tres sectors, conseqüència de successives ampliacions en el mur perimetral, d'uns tres metres d'alçada. És de maçoneria arrebossada i s'obre a la banda est mitjançant una portada d'arc de mig punt amb creu ornamental a sobre. La capella, en el tercer i més nou dels trams, és de construcció recent i sense cap particularitat: planta quadrangular i teula de doble vessant.
Són interessants dos mausoleus del primer recinte. Un d'ells, amb dates d'enterraments que arriben fins al 1894, és propietat de la família Adell: estança rectangular amb coberta interior apuntada i façana neogòtica amb porta d'arc apuntat entre pinacles. L'altre, contigu a aquest, disposa d'una porta de caràcter classicista i està datat de 1928; és propietat de V. Ferrer Fabra.

## Història
Sobre la porta hi ha gravada la data de 1923. Amb la construcció del tram final en els darrers 10 anys, s'ha enderrocat l'antiga capella, sense cap valor artístic, i construït l'actual.